# تشانغ بو (متزلجة فنية)
تشانغ بو هي متزلجة فنية صينية، ولدت في عقد 1970.